# シュレーダーツメアシフタオシジミ
シュレーダーツメアシフタオシジミ（Hypolycaena schroederi）は、チョウ目（鱗翅目）アゲハチョウ上科シジミチョウ科に分類されるチョウの一種。フィリピン固有種。

## 分布
サマール島、ミンダナオ島に分布する。

## 形態
前翅長は13 - 14 mm。オス・メスともオレンジがかった色彩が特異で同定は容易である。

## 生態
採集データによると年2化性と思われる。
種名の語源：ドイツ・フランクフルトのゼンケンベルク博物館のHeinz G.Schrőder博士に因む。